# Lądowisko Oława-Szpital
Lądowisko Oława-Szpital – lądowisko sanitarne w Oławie, w województwie dolnośląskim, położone przy ul. K. Baczyńskiego 1. Przeznaczone jest do wykonywania startów i lądowań śmigłowców sanitarnych i ratowniczych w dzień i w nocy o dopuszczalnej masie startowej do 5700 kg. 
Zarządzającym lądowiskiem jest Zespół Opieki Zdrowotnej. W roku 2012 zostało wpisane do ewidencji lądowisk Urzędu Lotnictwa Cywilnego pod numerem 142
Budowa lądowiska kosztowała 215 tys. zł